# 프랑수아 페넬롱
프랑수아 페넬롱(François Fénelon, 1651년 8월 6일 – 1715년 1월 7일)은 프랑스의 성직자이다.
페리고르 출신. 왕손(王孫)의 교사가 되어 그의 교재로서 저작한 <텔레마크의 모험>은 고전주의 걸작의 하나며 루이 대왕에 대한 비판과 퀴이에티즘 옹호로 미움을 받아 캉브레에 은퇴하여 거기서 죽었다. <여자교육론>(1687), <아카데미에의 서간>(1716) 등의 작품이 있다. 그는 고전주의자이지만, 자유스러운 정신과 풍부한 감수성으로 다음 대(代)를 예고하고 있다.

## 같이 보기
- 인권
- 기독교 신비주의